# ليندا تشاتمان تومسن
ليندا تشاتمان تومسن (بالإنجليزية: Linda Chatman Thomsen)‏ هي محامية أمريكية، ولدت في 1 أبريل 1954 في لونغ فالي (نيوجيرسي) في الولايات المتحدة.